# Xysticus caperatoides
Xysticus caperatoides là một loài nhện trong họ Thomisidae.
Loài này thuộc chi Xysticus. Xysticus caperatoides được Gershom Levy miêu tả năm 1976.